# 춘천정명여자고등학교
춘천정명여자고등학교는 1908년 개교하여, 1937년 폐교한 강원도 춘천시 옥천동에 있던 사립 여자고등학교이다.
1908년(융희 2) 10월 5일 미국 남감리교 선교사인 무아각(茂雅各)이 강원도 춘천군 춘천읍 아동리(후일의 춘천시 옥천동, 강원도청 근처)에 기독여학교라는 이름으로 개교, 1910년에 정명여자고등학교로 개명하였다. 초기에는 임시 교사로 초가 9간을 마련 교사 1명에 학생 10명을 가르치다가 1910년(융희 4) 정명여고로 이름을 개명하고, 1911년 4년제 중등학교 설치인가를 받고 사립 정명여학교로 개교했다.